# Pheidole dea
Pheidole dea är en myrart som beskrevs av Santschi 1921. Pheidole dea ingår i släktet Pheidole och familjen myror. Inga underarter finns listade i Catalogue of Life.